# شارل فوربس رينيه دي مونتاليمبير
شارل فوربس رينيه دي مونتاليمبير (بالإنجليزية: Charles Forbes René de Montalembert)‏ (من مواليد 15 أبريل 1810 في لندن – 13 مارس 1870 في باريس)، خبير دولي فرنسي، ومؤرخ وكونت مونتاليمبير وممثل بارز للكاثوليكية الليبرالية.

## المهنة
أمضى مونتاليمبير السنوات الأولى من عمره في إنجلترا، حيث عاش مع جده، الذي على الرغم من أنه بروتستانتي شجعه على اتباع دين والده. في عام 1819، التحق بجامعة ليسي بوربون ثم جامعة سانت باربي في باريس. في عام 1829، شارك في مراجعة صحيفة لو كوريسبوندنت. في شهري سبتمبر وأكتوبر 1830، سافر إلى أيرلندا حيث التقى دانيال أوكونل؛ إذ كان يفكر في مساعدة القضية التي يكافح من أجلها أوكونل بكتابة تاريخ لأيرلندا، عندما علم أن مجلس العموم قد أقرَّ قانون التحرر الأيرلندي.
كان يبلغ شارل دي مونتاليمبير سن الخامسة والعشرين عند وفاة والده عام 1831، وبالتالي كان أصغر من أن يحل محله، لكنه احتفظ بحقوق أخرى. جنبًا إلى جنب مع نشاطه الأدبي والفكري، جعله هذا شخصًا له أهمية ملحوظة. كان ليبراليًا، بالمعنى الإنجليزي، واختلف مع النظام الجديد على المسألة الدينية فقط. وكان ليوافق على سياسة الوسيلة الذهبية التي يمثلها لويس فيليب. أعرب عن رغبته في أن يرى الكنيسة خالية من سيطرة الدولة، وهاجم احتكار التعليم العام الذي عززت به الملكية موقفها. وقد وجه هذا المخطط الأخير انتباه الجمهور إلى مونتاليمبير عندما اتُهم رسميًا بالتدريس غير المرخص. طالب مونتاليمبير بحق المحاكمة من قِبل أقرانه وقدم دفاعًا قويًا مع نية متعمدة للاحتجاج في عام 1832.
من ناحية أخرى، رأى مونتاليمبير أنه لا ينبغي للكنيسة أن تعارض بعناد منظومة الأفكار الجديدة. ثم شارك بشغف في خطط أصدقائه أمثال فليستيه دي لامنيه ولاكوردير، وتعاون معهم في الكتابة لصحيفة لافينير. وقد تميز بشكل خاص بحملاته لصالح حرية أيرلندا وبولندا مع تلك الصحيفة، وتلقى التهاني من فكتور هوغو وألفريد دي فينيي. في عام 1831، فكَّر مونتاليمبير في الذهاب إلى بولندا والانضمام إلى انتفاضة نوفمبر. كان له دور فعال في إنشاء المكتبة البولندية في باريس والمجتمع الأدبي المرتبط بها من أجل الهجرة الكبرى إلى فرنسا.
نهض حزب التوحيدية الكبرى على يد مونتاليمبير وصديقيه اللذين غادرا بعد ذلك إلى روما. لكنهم فشلوا في كسب أيّ من التدابير التي اتخذها المجلس الروماني ضد صحيفة لافينير. وقد أدانها المجلس في منشورين منشورين، ميراري فو عام 1832 وسنغولاري نو عام 1834. في عام 1835، شغل مقعده في مجلس الأقران، وسرعان ما جعله اختصاصه يكسب شهرة خاصة. تمسك بمبادئه الليبرالية الأولى، ثم شهد عام 1848 نهاية الحكومة التي لطالما كان معاديًا لها. في عام 1848، انتُخب كعضو لمجلس البرلمان. كان في البداية يميل إلى دعم نابليون الثالث، لكنه سرعان ما انفصل من قبله. تابع مونتاليمبير عمله في المجلس حتى عام 1857 عندما اضطر إلى التقاعد ومتابعة حياته الخاصة. كان ما يزال معروفًا بكونه خصمًا عنيدًا ضد الإمبراطورية. في الوقت نفسه، كانت أفكاره الليبرالية قد صنعت له أعداء لا يمكن التوفيق بينهم من حزب التوحيدية ولويس فيولوت الذين كتبوا مقالة بعنوان الكون المتدين ضده. في عام 1855، ردَّ مونتاليمبير عليها من خلال إحياء مراجعة في صحيفة لو كوريسبندنت التي مُنعت من النشر لبعض الوقت. لاحقًا، اعتاد محاربة أعداءه من الحزب وأنصار فيولوت من خلال كتاباته مع صحيفة ريفو دي دو موند.

في مؤتمرات ميشيلين في بلجيكا عام 1863، ألقى مونتاليمبير خطابين طويلين عن الليبرالية الكاثوليكية. عُدَّ أيضًا مؤيدًا قويًا لاستقلال التعليم عن الدولة:
لا أريد أن تكون الدولة مقيدة بأن تصدق ما تعتقد أنه صحيح، لأن الدولة ليست حكمًا على الحقيقة. بيد أن الدولة ملزمة بحمايتي في ممارسة الحقيقة التي أختارها، وهذا يعني ممارسة الدين الذي أؤمن به، وهذا ما يشكل الحرية الدينية في الدولة الحديثة، والتي يجب على الدولة الحرة احترامها وضمانها، وليس لكل مواطن على وجه الخصوص فحسب، بل لمجموعات من المواطنين من أجل الإعلان عن معتقداتهم ونشرها، أي بالنسبة للشركات والجمعيات والكنائس.
أبدى مونتاليمبير اهتمامًا خاصًا بالإمبراطورية الليبرالية. قطع صلته مع بير هياسينتي لويسون كما هو الحال مع لامينايس وقدم المُقترح المتوقع منه إلى المجلس. وكان ذلك عامه الأخير هناك. فقد أصبح مونتاليمبير معزولًا على نحو كبير من الناحية السياسية بسبب دعمه للحرية الدينية في التعليم؛ ومن الكنيسة على آرائه الليبرالية.
توفي مونتاليمبير عام 1871.